# 久間田琳加 りんくま・めがへるつ
『久間田琳加 りんくま・めがへるつ』（くまだりんか りんくま・めがへるつ）は、文化放送をキーステーションに、NRN系で放送中の『レコメン!』内で放送されたラジオ番組。

## 概要
モデル・久間田琳加の初となる冠ラジオ番組。
久間田がオシャレの何たるかを教えていき 、「明日も一日がんばろう」と明るくなれるラジオを目指していくとしていた。
なお、久間田は『レコメン!』内では最年少となるパーソナリティであった。
2021年9月、秋改編に伴い終了。

## パーソナリティ
- 久間田琳加

## 放送時間
| 放送対象地域 | 放送局名            | 放送系列 | 放送時間           | 備考   |
| ------------ | ------------------- | -------- | ------------------ | ------ |
| 関東広域圏   | 文化放送            | NRN      | 月曜 23:30 - 23:45 | 制作局 |
| 秋田県       | 秋田放送            | NRN      | 月曜 23:30 - 23:45 |        |
| 福島県       | ラジオ福島          | NRN      | 月曜 23:30 - 23:45 |        |
| 静岡県       | 静岡放送            | NRN      | 月曜 23:30 - 23:45 |        |
| 京都府       | 京都放送（KBS京都） | NRN      | 月曜 23:30 - 23:45 |        |
| 愛媛県       | 南海放送            | NRN      | 月曜 23:30 - 23:45 |        |
| 兵庫県       | ラジオ関西          |          | 月曜 23:30 - 23:45 |        |

## 番組コーナー
ふつメル
久間田への質問や番組の感想などを募集するコーナー。
ジョーシキクラフト
「メイクがいまいちな時に好きな子と会ってしまう」などよくあるシーンなのに名前のない現象に久間田が名前を付けるコーナー。
りんくま、コレ知ってる?
以前、久間田がレーズンを干しブドウだと知って驚いたことにちなんで、リスナーが最近まで知らなかったことを教えてもらうコーナー。
りんくまはどっち?
迷ってしまうようなAとBの2択を募集し、久間田がセレクトするコーナー。
女子あるある。
女子にありがちだと思うことを募集し、久間田があるあるなのかを決めるコーナー。
りんくまテレフォン
不定期コーナー。久間田がリスナーと電話を繋いでトークするコーナー。

## ゲスト
2017年
- 12月11日 - 大森つばさ[4]

2018年
- 2月19日、2月26日 - ちゅうえい（流れ星）[5]
- 11月12日、11月19日 - 吉田凜音[6]

2019年
- 4月15日、4月22日 - マーシュ彩[7]